# Temperatura de degradación
Diferentes compuestos orgánicos son susceptibles de degradación cuando su temperatura interna sobrepasa cierto límite, llamado temperatura de degradación.
Los polímeros termoplásticos poseen un rango de temperaturas, conocido como temperatura de trabajo, en este rango el polímero fundido puede ser procesado, si el polímero experimenta un aumento en su temperatura debido al incremento de calor, o fricción, por encima de su temperatura de trabajo, puede ocurrir una despolimerización o alguna otra reacción química alterna que se refleja en la pérdida de propiedades mecánicas y químicas del material.
Polímeros termoestables (también conocidos como termofijos) son degradados al incrementar su temperatura hasta llegar a la temperatura de degradación; esto ocurre sin fundir, ya sea una transición termodinámica (Tm) o no termodinámica (Tg). 
Un polímero como el Kevlar, cuya rigidez química lo hace más resistente que el Nylon tiene la desventaja de su difícil procesamiento y reciclaje, pues aun cuando no es un polímero termoestable, alcanza su temperatura de degradación antes de pasar al estado ahulado (fundir).
Otras diferentes moléculas orgánicas presentan este fenómeno aun cuando no son macromoléculas.

## Clasificación de estados termodinámicos
En general se pueden encontrar para polímeros termoplásticos estas temperaturas:
- Temperatura de transición vítrea (Tg): Temperatura a la cual la región amorfa del polímero alcanza el equilibrio termodinámico y se comporta como un fluido aún entre regiones cristalinas,  adquiriendo el polímero una consistencia más elástica o gomosa.
- Temperatura de fusión (Tm): Temperatura la cual superada funden totalmente los cristales de las regiones aún cristalinas del polímero.
- Temperatura de cristalización (Tc): Temperatura en la cual un polímero amorfo se vuelve cristalino en el proceso de enfriamiento.
- Temperatura de operación o trabajo: Temperatura a la cual el polímero puede ser transformado, e.j. extrusión, inyección, termoconformado, etc.
- Temperatura de degradación.
- Punto de flama: Al alcanzar esta temperatura el polímero presenta una reacción de autocombustión.

## Importancia
Esta temperatura debe ser conocida por los ingenieros que procesan y fabrican este tipo de materiales polímericos, ya que alcanzar esta temperatura, ocasionará la pérdida irreversible de propiedades mecánicas y químicas, e.g. resistencia a la tensión o permeabilidad a los gases.
También es en ocasiones motivo de riesgo para algunos polímeros, e.g. el Teflón que es un polímero inerte, estable y seguro, muy confiable y adecuado para uso en la cocina, al alcanzar su temperatura de degradación es altamente tóxico. (Esta temperatura no es fácil de alcanzar en una cocina, pero si en un laboratorio o planta industrial)